# A Taste of Country
Albums de Jerry Lee Lewis
She Even Woke Me Up to Say Goodbye
(1970) Best of Jerry Lee Lewis
(1970)
A Taste of Country est une compilation de Jerry Lee Lewis, enregistrée sous le label Sun Records et sortie en 1970.

## Liste des chansons
1. I Can't Seem to Say Goodbye (Don Robertson)
2. I Love You So Much It Hurts (Floyd Tillman (en))
3. I'm Throwing Rice (Eddy Arnold/Steve Nelson)
4. Goodnight Irene (Lead Belly/John A. Lomax)
5. Your Cheatin' Heart (Hank Williams)
6. Am I to Be the One (Otis Blackwell/B.W. Stevenson)
7. Crazy Arms (Ralph Mooney (en)/Chuck Seals)
8. Night Train to Memphis (Owen Bradley (en)/Marvin Hughes/Harry Beasley Smith)
9. As Long As I Live (Dorsey Burnette)
10. You Win Again (Williams)
11. It Hurt Me So (Charlie Rich/Bill Justis)

## Source de la traduction
- (en) Cet article est partiellement ou en totalité issu de l’article de Wikipédia en anglais intitulé « A Taste of Country » (voir la liste des auteurs).